# Eikesdalsee
Der Eikesdalsee (Eikesdalsvatnet) ist ein See in der Kommune Molde im norwegischen Fylke Møre og Romsdal.
Der Eikesdalsee (22 moh.) ist 23,15 km² groß, ca. 18 km lang (nach anderen Quellen 22 km), im Schnitt 1,5 km breit und an der tiefsten Stelle 155 m tief. Gespeist wird er neben vielen anderen Zuflüssen vom Mardola, mit dem Mardalsfossen, Europas höchstem Wasserfall.
Er fließt über die Eira in den 6 km entfernten Langfjord ab.